# Brama
|  | Per a altres significats, vegeu «Brama (desambiguació)». |

Brama o Brahma (en devanagari ब्रह्मा, Brahmā) és, dins de l'hinduisme, el déu creador de tot el que existeix, personificació del braman suprem (o principi expansiu universal).
Encara que els atributs de l'activitat creadora siguin donats a diversos déus en el període vèdic ulterior, en l'etapa dels Brahmana (categoria de la literatura vèdica consagrada al dogma i als rituals, però que també conté llegendes i especulacions abstractes) el déu pare, Prajapati o Brama, és presentat com el creador únic.
És el primer membre de la trimurti (trinitat hindú), que comprèn també Vixnú i Xiva, però aquesta unió és d'origen més tardà en el desenvolupament del pensament hindú.
En l'hinduisme actual Brama no hi té gairebé cap paper; com que el món ja està acabat, la seva aportació ja s'ha realitzat i, per tant, aquesta divinitat no té seguidors ni rep cap mena de culte. Els fidels prefereixen Vixnú i Xiva, déus menys abstractes. Així, a l'Índia hi ha molt pocs temples dedicats a Brama, essent el més important el de Pushkura, al Rajputana, on se'l representa sota la forma femenina de Xacti.

## Representacions de Brama
Brama és representat en general amb quatre caps sovint amb barba (encara que a vegades només en té tres, la llegenda explicant que un dels caps va ser destruït per Xiva) i quatre braços. Cadascun dels caps recita els quatre Veda, i amb els quatre braços sosté, en general, un bol d'aigua per a crear la vida, un rosari per a comptar el temps de l'univers, el text dels Vedes i una flor de lotus. A vegades també du un arc i un ceptre. Se'l sol mostrar de color vermell i es desplaça sobre un cigne o un paó reial, símbols del coneixement.
L'existència de Brama dura 100 dels seus anys, que equivalen a 311.040.000.000.000 anys terrenals. Al final de la seva vida hi ha un buit de 100 anys bramànics després dels quals un altre Brama recomença la creació en un procés que es repeteix eternament.
La seva consort és Sarasvatí, deessa de la saviesa i de l'aprenentatge, representada com una jove de pell blanca. Porta un instrument musical, símbol de l'art, i un rosari amb les lletres de l'alfabet sànscrit, símbol de les ciències.
En el Manu Smriti o Codi de Manu (200 aC), Brama és presentat com aquell que ha desenvolupat el món a partir d'un ou.
Una altra representació tradicional més tardana (la dels Purana, començats a escriure vers l'any 400) el mostra naixent d'un lotus procedent del melic de Vixnú.

## Brama en el budisme
En el budisme, Brama no és considerat com el creador del món sinó com el rei dels déus i està sotmès al cicle del samsara, com tota criatura fora dels budes i dels arhat. D'altra banda, en els textos primitius del budisme, s'anomenen "Brama" diverses divinitats, encara que totes estan relacionades amb la creació del món.